# Marianne Uhlenhuth
Marianne Uhlenhuth (geb. 28. April 1895 in Bamberg; gest. 23. Januar 1978) war eine deutsche Kunstlehrerin, Gebrauchsgraphikerin, Textilgestalterin und freie Künstlerin.

## Lebensweg
Marianne Uhlenhuth wurde am 28. April 1895 als Tochter des königlich bayerischen Hofbuchhändlers Heinrich Uhlenhuth in Bamberg geboren. Der Coburger Hoffotograf Heinrich Eduard Uhlenhuth (1853–1919) war ein Bruder ihres Vaters, also Mariannes Onkel. Der Pädagoge, Bildhauer, Chemiker und Kartograph Ludwig Eduard Uhlenhuth (1821–1899) war ihr Großvater.
Während des Ersten Weltkriegs, von 1914 bis 1918, war sie Schülerin der Nürnberger Kunstgewerbeschule. Im Jahr 1917 erhielt Uhlenhuth ein Preisgeld von 200 Mark „… für eine mit großer Gewandtheit gestickte und durch eine reiche und lebhafte Ornamentation ausgezeichnete Arbeit“ in einem Wettbewerb der König Ludwigs-Preisstiftung, in welchem die Ausführung und der Entwurf einer mit buntem Leinengarn gestickten Tischdecke aus Leinen von ungefähr 1½ Meter Quadratseite verlangt war. Die Arbeiten waren bis Anfang September 1917 in der Bayerischen Landesgewerbeanstalt ausgestellt. Von 1918 bis 1923 lebte und arbeitete Uhlenhuth als Malerin in Bamberg. In den Jahren 1923 und 1924 studierte sie an der Frankfurter Kunstschule, der späteren Städelschule. 1924 erhielt Uhlenhuth eine farbtechnische Ausbildung bei der I.G. Farben im Werk Höchst. Sie war von 1924 bis zur Kriegszerstörung der Städelschule im Jahr 1944 Leiterin der dortigen Werkstatt für Stoffdruck und Batik. Über Fritz Wichert (1878–1951), den Leiter der Frankfurter Städelschule, und Richard Lisker (1884–1955), Professor für Textilgestaltung an der Städelschule, war Marianne Uhlenhuth in das Projekt „Neues Frankfurt“ (1925 bis 1930) eingebunden. Dieses Stadtplanungsprogramm der Stadt Frankfurt am Main stand unter der Leitung des Architekten und Frankfurter Stadtbaurates Ernst May (1886–1970) und erhob einen umfassenden Gestaltungsanspruch. Es ging ihm nicht nur um modernen, bedarfsgerechten und dabei (durch industrielle Serienfertigung) kostengünstigen Wohnungsbau, sondern auch um eine gute und funktionale Ausstattung der Wohnungen mit Gegenständen des täglichen Gebrauchs, nicht nur mit Heizkörpern, Türklinken, Kücheneinrichtungen, sondern zum Beispiel auch mit Wohntextilien (Gardinen, Teppichen, Möbelbezugsstoffen usw.). Dafür kooperierte „Neues Frankfurt“ mit den Gestaltern der Städelschule.
1945 war Marianne Uhlenhuth beim Ernährungsamt und 1946 beim Standesamt tätig. Ab 1952 lebte sie als freischaffende Künstlerin in München, wo sie am 23. Januar 1978 starb. 
Marianne Uhlenhuths Werke sind meist abstrakte Kompositionen; ausgeführt in unterschiedlichen Techniken wie Wachskreide, Aquarell, Gouache und Tusche. Zu ihrem Werk gehören auch Wohntextilien, Dekorationsstoffe und Plakatentwürfe. Ihr Hinterglasbild aus dem Jahr 1954 ist die einzig bekannte Glasarbeit von ihr. Stilistisch zeigt es Nähe zu Uhlenhuths flächigen Teppich- und Stoffentwürfen.

## Veröffentlichungen von Marianne Uhlenhuth (Auswahl)
- Vom Aschaffenburger Heimatmuseum und der Sammlung Gentil. In: Schönere Heimat 40/1951, S. 24/25